# Тульський обласний художній музей
Тульський обласний художній музей (рос. Тульский областной художественный музей) — художній музей у місті Тула, один з найбільших обласних музеїв Росії.

## Історія
Тульський художньо-історичний музей був відкритий 1919 року. Основою його збірок послужили фонди Палати старожитностей, утвореної 1884 року, і націоналізовані після Жовтневого перевороту твори мистецтва з дворянських маєтків Тульської губернії — Олсуф'євих, Бобринських, Гагаріних, Урусових та інших. З перших днів і по теперішній час колекція музею постійно зростає. Сюди надходять експонати з Міністерства культури і Спілки художників Росії, з майстерень художників та приватних збірок. Велика кількість робіт передана музею в дар.
1927 року музей було перейменовано в краєзнавчий, але відповідно до постанови РНК РРФСР від 16 червня 1939 року музей розділили на два: краєзнавчий і художній. У роки Другої світової війни зібрання музею евакуювали до Сибіру, а після війни повернули в Тулу. 1964 року музей, якій раніше розміщувався в Будинку офіцерів, отримав власне приміщення, побудоване за проектом тульського архітектора П. М. Зайцева. 1995 року музей став називатися Тульським музеєм образотворчих мистецтв, а 2013 року отримав сучасну назву: Тульський обласний художній музей.

## Колекція музею
У фондах Тульського обласного художнього музею, що став одним з найбільших художніх музеїв Російської Федерації, зберігається більше 23 тисяч творів живопису, скульптури, графіки, декоративно-ужиткового і народного мистецтва. Багато з них експонувалися на виставках в США, Німеччині, Франції, Іспанії, Швеції. Поряд з проведенням виставок, музей веде науково-дослідну та просвітницьку роботу.
Велику художню значимість представляє колекція західноєвропейського мистецтва, що включає роботи відомих майстрів Італії (Леандро Бассано, Ораціо Самаккіні, Лука Джордано, Доменіко Фетті), Голландії (Ніколас Моленар, Філіпс Воуверман, Ян Вонк, Говерт Флінк, Ян ван Гейсум), Фландрії (Даніель Зегерс, Франс Снейдерс, Ян Пауль Гіллеманс старший, Давід Тенірс молодший), Франції (Клод Жозеф Верне, Юбер Робер).
Гордістю музею є твори російських художників: О. П. Антропова, В. Л. Боровиковського, В. А. Тропініна, І. К. Айвазовського, І. І. Шишкіна, І. Ю. Рєпіна, В. І. Сурікова, В. Д. Полєнова, І. І. Левітана, Б. М. Кустодієва, В. О. Сєрова, К. О. Коровіна, Л. І. Соломаткіна; художників авангардних напрямів 1910-1930 років - таких, як П. П. Кончаловський, О. В. Купрін, В. В. Рождественський, В. В. Кандинський, О. М. Родченко, К. С. Малевич, Д. П. Штеренберг; твори мистецтва багатьох авторів наступних десятиліть, включаючи роботи тульських художників.

## Галерея

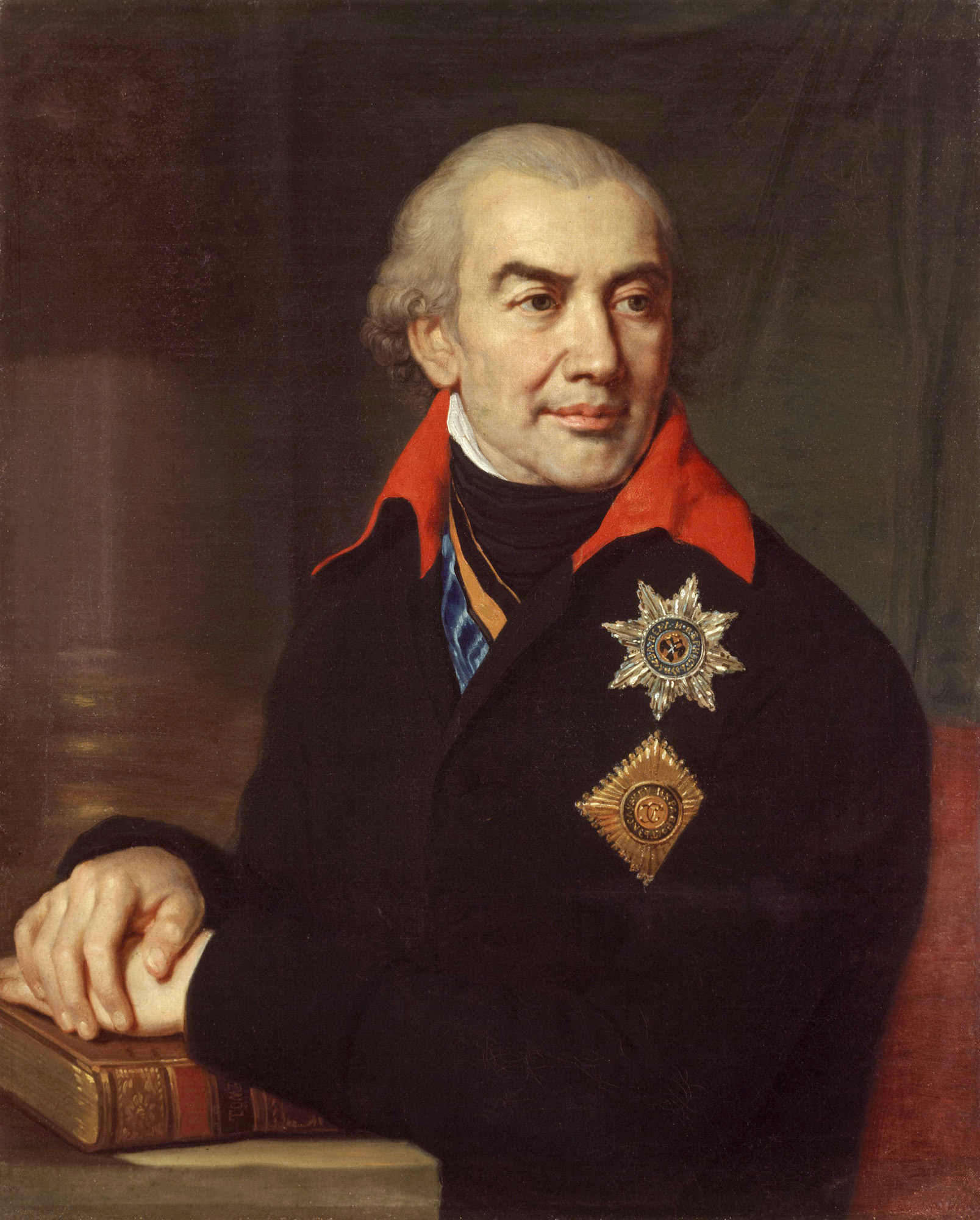
Володимир Боровиковський. «Портрет генерала Григорія Волконського», 1806
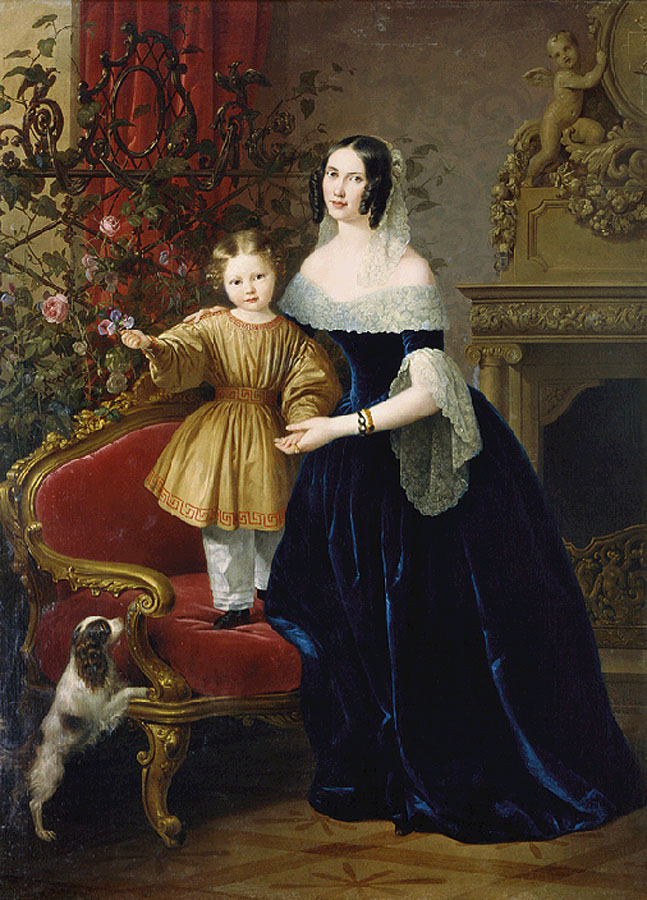
Косрой Дусі. «Графиня Калиновська з дитиною і собакою», 1840
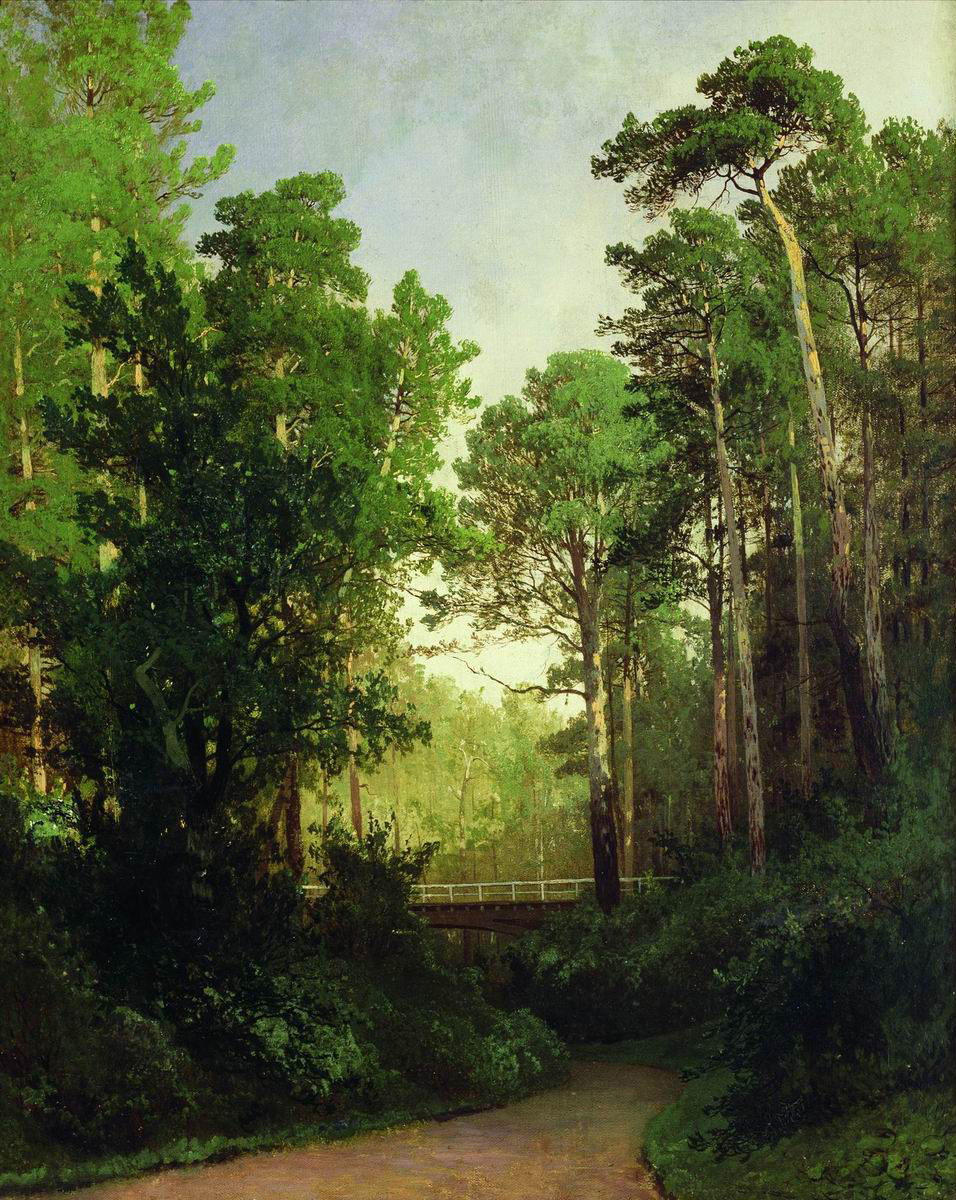
Арсеній Мещерський. «Парк у Сестрорецьку»
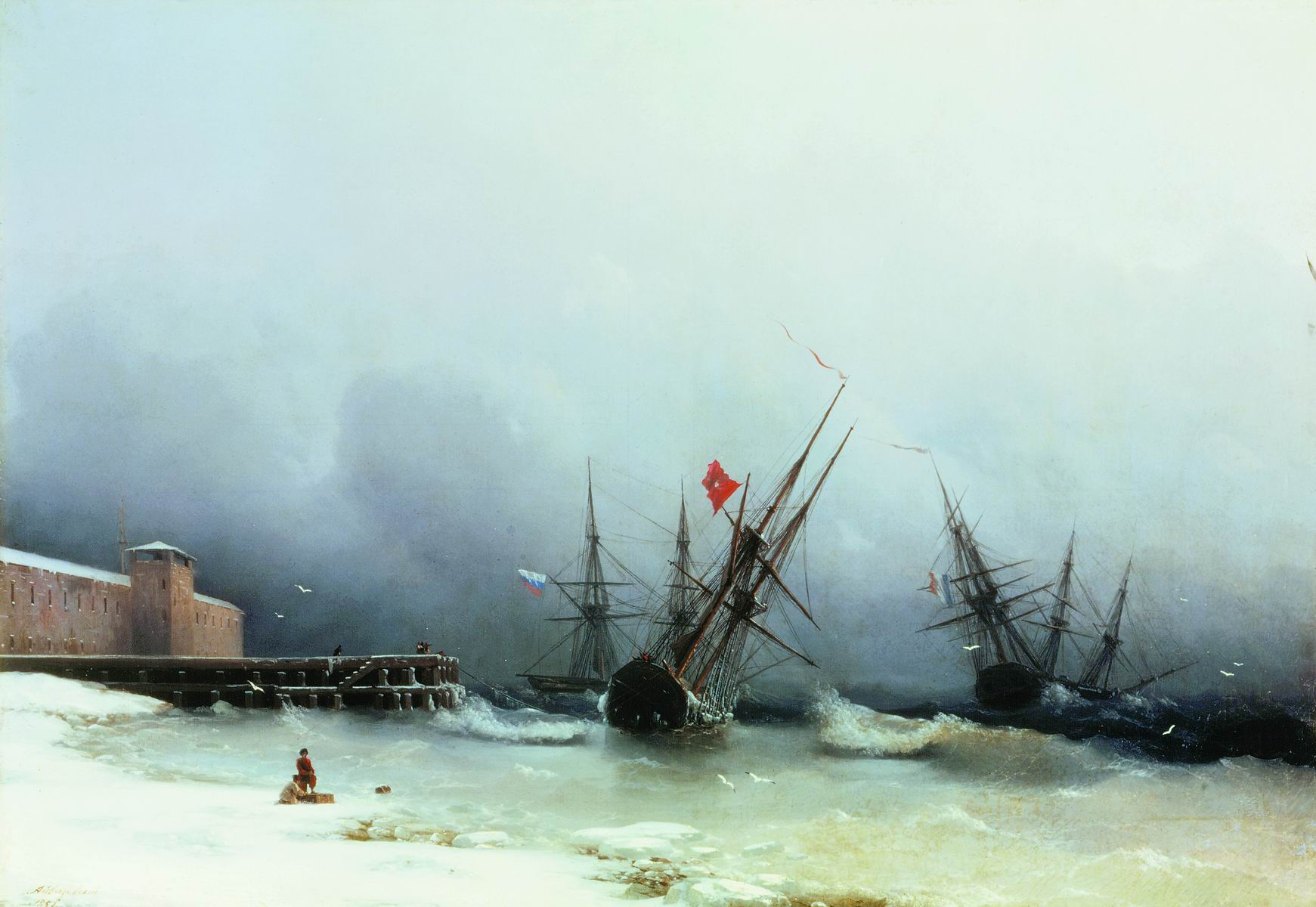
Іван Айвазовський. «Сигнал бурі», 1851
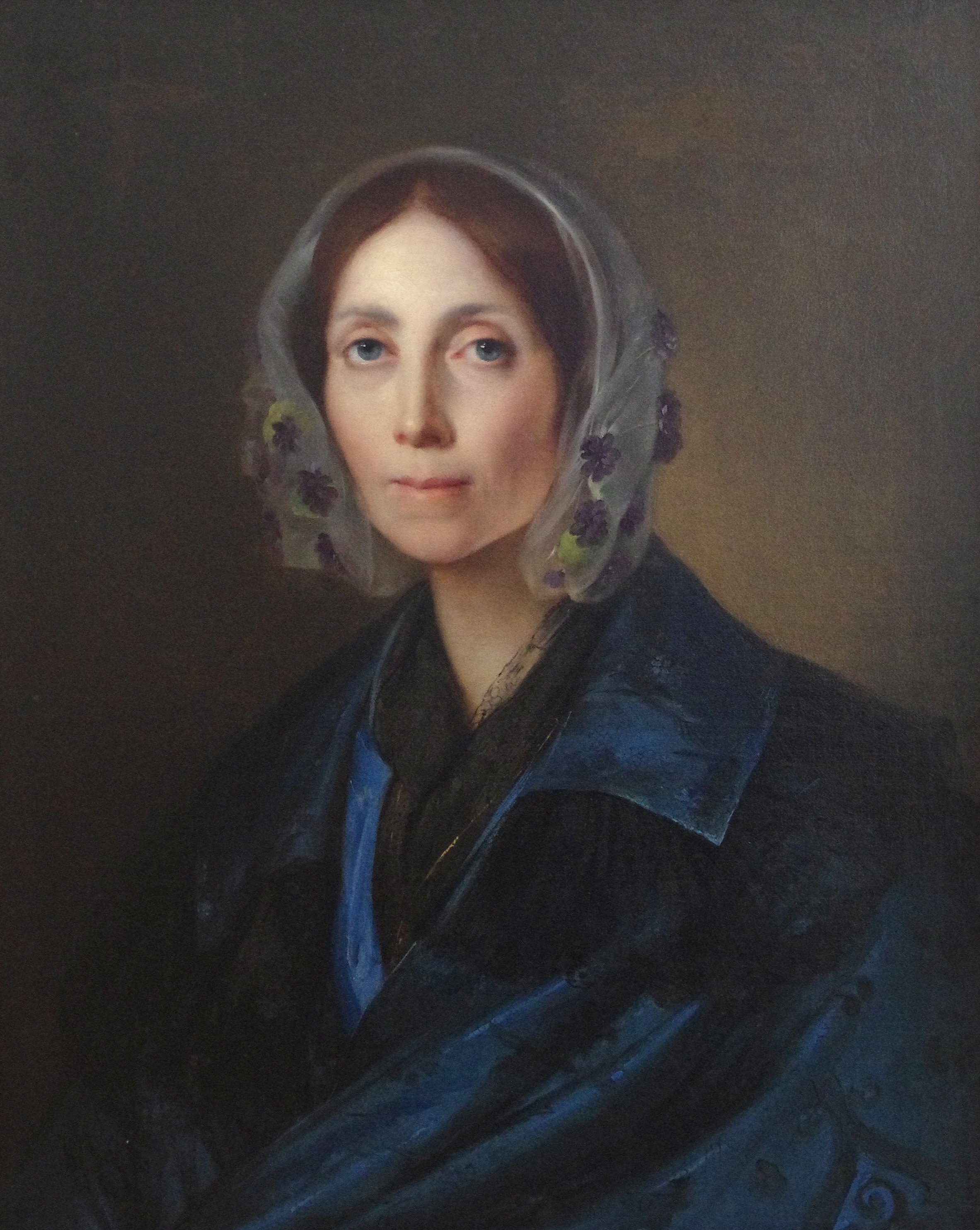
Пімен Орлов. «Портрет княгині Волконської», XIX ст.
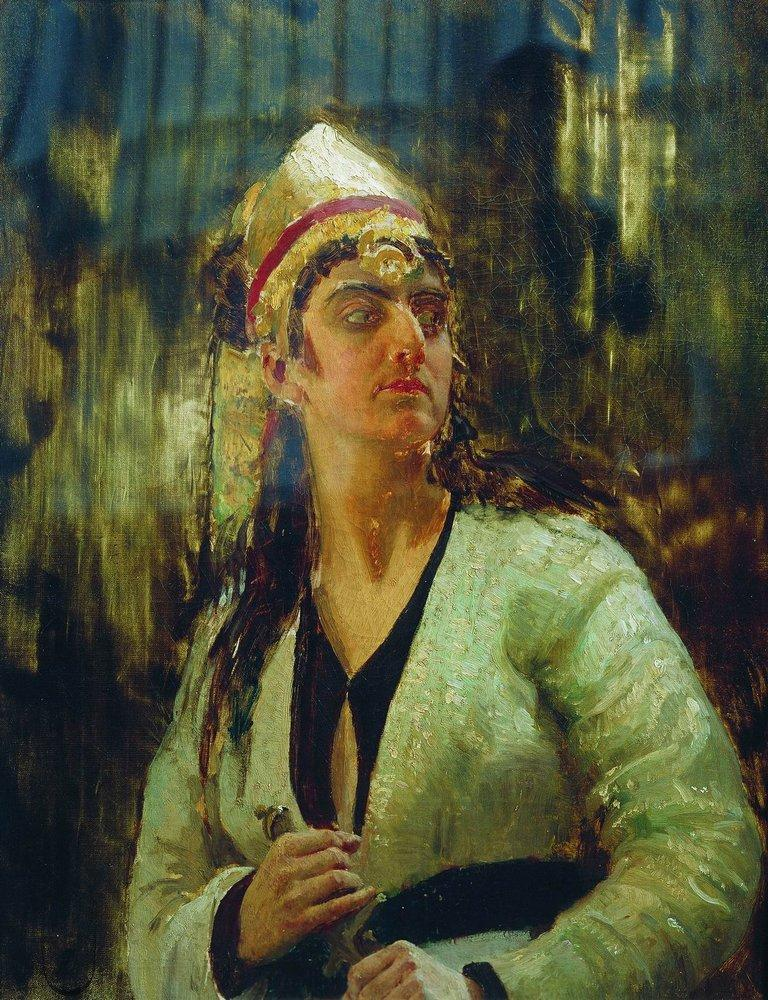
Ілля Рєпін. «Жінка з кинджалом», 1876
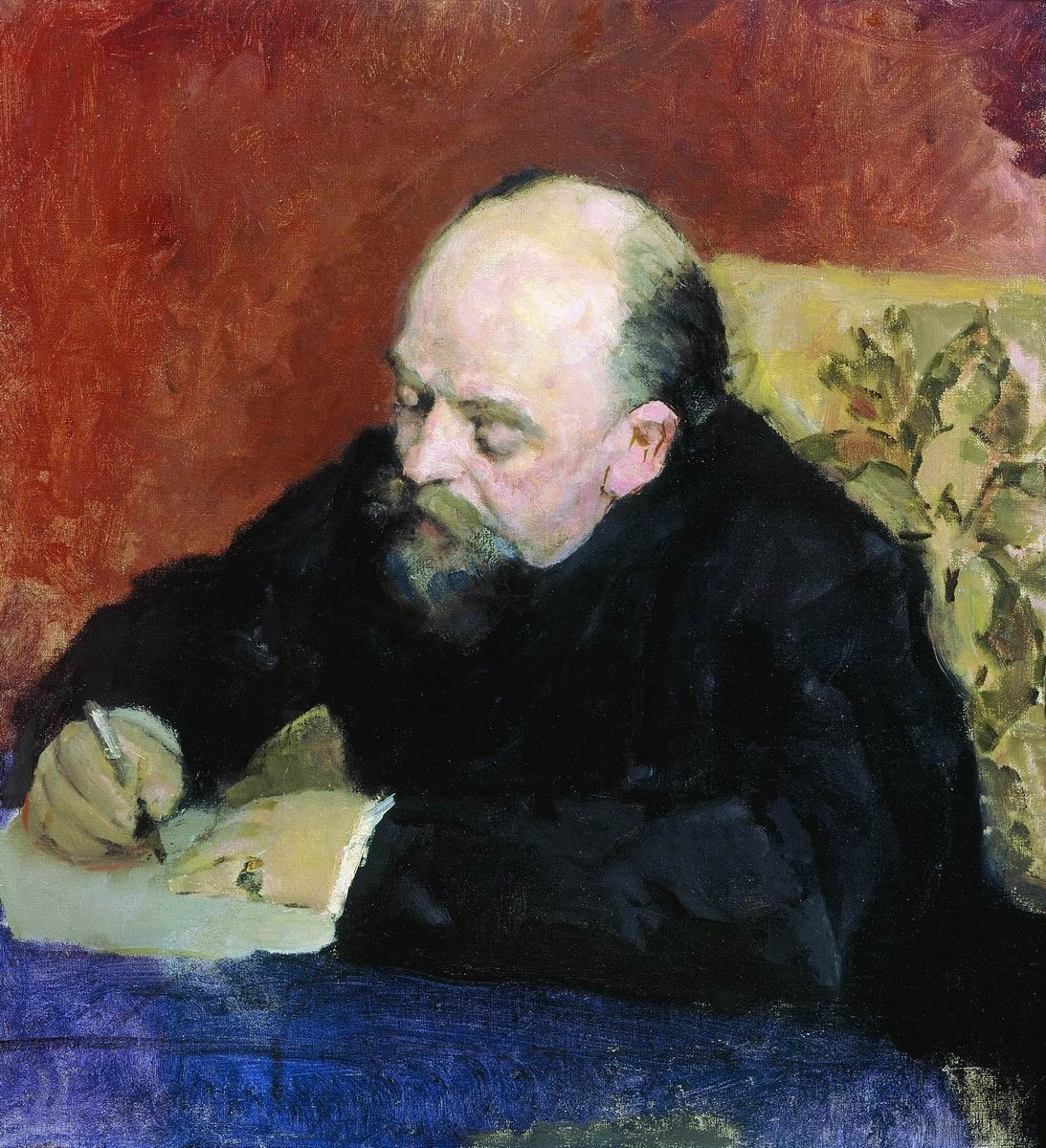
Валентин Сєров. «Портрет Сави Мамонтова», 1891
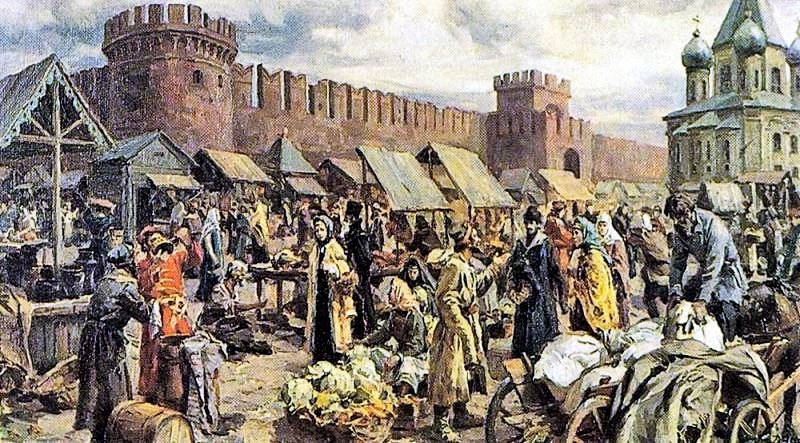
Дмитро Васильєв. «Торг у Тулі»